# Маннебах (Вульканайфель)
Маннебах (нім. Mannebach) — громада в Німеччині, розташована в землі Рейнланд-Пфальц. Входить до складу району Вульканайфель. Складова частина об'єднання громад Кельберг.
Площа — 7,34 км2. Населення становить 250 ос. (станом на 31 грудня 2020).